# Glossogobius giuris
 Glossogobius giuris és una espècie de peix de la família dels gòbids i de l'ordre dels perciformes.

## Morfologia
Els mascles poden assolir els 50 cm de longitud total.

## Distribució geogràfica
Es troba des d'Àfrica fins a Oceania.